# العلاقات البوسنية الزيمبابوية
العلاقات البوسنية الزيمبابوية هي العلاقات الثنائية التي تجمع بين البوسنة والهرسك وزيمبابوي.

## مقارنة بين البلدين
هذه مقارنة عامة ومرجعية للدولتين:
| وجه المقارنة                                              | البوسنة والهرسك                                             | زيمبابوي |
| --------------------------------------------------------- | ----------------------------------------------------------- | --- |
| المساحة (كم2)                                             | 51.20 ألف                                                   | 390.76 ألف |
| عدد السكان (نسمة)                                         | 3.51 مليون                                                  | 16.53 مليون |
| الكثافة السكانية (ن./كم²)                                 | 68.55                                                       | 42.3 |
| العاصمة                                                   | سراييفو                                                     | هراري |
| اللغة الرسمية                                             | اللغة البوسنوية، اللغة الكرواتية، اللغة الصربية             | لغة إنجليزية، اللغة الشونا، النديبيلية الشمالية ‏، لغة الشيشيوا، Barwe ‏، Kalanga language ‏، Tshwa language ‏، النداو ‏، اللغة التسونجا، لغة الإشارة الزيمبابوية ‏، اللغة السوتية، تونغا ‏، اللغة التسوانية، اللغة الفيندية، اللغة الكوسية |
| العملة                                                    | مارك بوسني                                                  | دولار أمريكي |
| الناتج المحلي الإجمالي (بليون دولار)                      | 18.17 مليار                                                 | 17.85 مليار |
| الناتج المحلي الإجمالي (تعادل القوة الشرائية) بليون دولار | 41.35 مليار                                                 | 27.88 مليار |
| الناتج المحلي الإجمالي الاسمي للفرد دولار أمريكي          | 4.25 ألف                                                    | 924 |
| الناتج المحلي الإجمالي للفرد دولار أمريكي                 | 10.43 ألف                                                   | 1.79 ألف |
| مؤشر التنمية البشرية                                      | 0.733                                                       | 0.509 |
| رمز المكالمات الدولي                                      | +387                                                        | +263 |
| رمز الإنترنت                                              | .ba                                                         | .zw |
| المنطقة الزمنية                                           | توقيت وسط أوروبا، ت ع م+01:00، ت ع م+02:00، أوروبا/سراييفو ‏ | ت ع م+02:00 |

## منظمات دولية مشتركة
يشترك البلدان في عضوية مجموعة من المنظمات الدولية، منها:
| علم المنظمة | اسم المنظمة                               | تاريخ انضمام البوسنة والهرسك | تاريخ انضمام زيمبابوي |
| ----------- | ----------------------------------------- | ---------------------------- | --------------------- |
|             | مؤسسة التنمية الدولية                     | 25 فبراير 1993               | 29 سبتمبر 1980        |
|             | الأمم المتحدة                             | 22 مايو 1992                 | 25 أغسطس 1980         |
|             | منظمة الشرطة الجنائية الدولية             | ?                            | ?                     |
|             | المركز الدولي لتسوية المنازعات الاستشارية | 13 يونيو 1997                | 19 يونيو 1994         |
|             | الاتحاد الدولي للاتصالات                  | 20 أكتوبر 1992               | 10 فبراير 1981        |
|             | البنك الدولي للإنشاء والتعمير             | 25 فبراير 1993               | 29 سبتمبر 1980        |
|             | الاتحاد البريدي العالمي                   | ?                            | ?                     |
|             | منظمة حظر الأسلحة الكيميائية              | ?                            | ?                     |
|             | مؤسسة التمويل الدولية                     | 25 فبراير 1993               | 29 سبتمبر 1980        |
|             | وكالة ضمان الاستثمار متعدد الأطراف        | 19 مارس 1993                 | 10 أبريل 1992         |
|             | يونسكو                                    | 2 يونيو 1993                 | 22 سبتمبر 1980        |

## وصلات خارجية
- موقع وزارة الخارجية البوسنية
- موقع وزارة الخارجية الزيمبابوية